# ナイト・イン・ザ・ラッツ
『ナイト・イン・ザ・ラッツ』（Night in the Ruts）は、エアロスミスが1979年に発表したアルバム。スタジオ・アルバムとしては6作目。

## 解説
バンドが不安定な状況で制作されたアルバム。前作まで共同作業をしてきたジャック・ダグラスと決別し、フォリナーとの仕事で知られるゲイリー・ライオンズを共同プロデューサーに迎えるが、ジョー・ペリーはスティーヴン・タイラーと一緒にスタジオに入ろうとせず、自分のパートの録音が終わると帰ってしまうほどだったという。そして、レコーディング終了前にはジョーが脱退したため、残りのギター・パートは、バンドのローディーのニール・トンプソン、かねてからバンドと親交のあったリチャード・スパ、ジョーの後任としてバンドに加入したジミー・クレスポが担当した。
収録曲9曲のうち3曲はカヴァー曲である。「リメンバー (ウォーキング・イン・ザ・サンド)」はシャングリラスの1964年のヒット曲、「リーファー・ヘッド・ウーマン」はブルース歌手ジャズ・ジラムが1938年に発表した楽曲、「シンク・アバウト・イット」はヤードバーズが1968年に発表した楽曲のカヴァー。「リメンバー (ウォーキング・イン・ザ・サンド)」は、本作からの第1弾シングルとしてリリースされ、全米67位に達した。

## 収録曲
特記なき楽曲はスティーヴン・タイラーとジョー・ペリーの共作。
1. ノー・サプライズ - No Surprize - 4:25
2. チキータ - Chiquita - 4:24
3. リメンバー (ウォーキング・イン・ザ・サンド) - Remember (Walking in the Sand) (Shadow Morton) - 4:04
4. チーズ・ケーキ - Cheese Cake - 4:15
5. スリー・マイル・スマイル - Three Mile Smile - 3:41
6. リーファー・ヘッド・ウーマン - Reefer Head Woman (J. Bennett, Jazz Gillum, Lester Melrose) - 4:01
7. ボーン・トゥ・ボーン - Bone to Bone (Coney Island White Fish Boy) - 2:59
8. シンク・アバウト・イット - Think About It (Keith Relf, Jimmy Page, Jim McCarty) - 3:34
9. ミア - Mia (Steven Tyler) - 4:15

## 参加ミュージシャン
- スティーヴン・タイラー - ボーカル
- ジョー・ペリー - ギター、バッキング・ボーカル
- ブラッド・ウィットフォード - ギター
- トム・ハミルトン - ベース
- ジョーイ・クレイマー - ドラムス、パーカッション

ゲスト・ミュージシャン
- リチャード・スパ - ギター(on 1. 9.)
- ジミー・クレスポ - ギター(on 5.)[4]
- ニール・トンプソン - ギター(on 9.)
- ジョージ・ヤング - アルト・サックス(on 2.)
- ルー・マリニ - テナー・サックス(on 2.)
- ルー・デル・ガット - バリトン・サックス(on 2.)
- バリー・ロジャース - トロンボーン(on 2.)